# 37 Pegasi
37 Pegasi är en dubbelstjärna i stjärnbilden Pegasus. Den består av två stjärnor i huvudserien av spektraltyp F och A.
37 Pegasi har kombinerad visuell magnitud +5,51 och är synlig för blotta ögat vid någorlunda god seeing. Den befinner sig på ett avstånd av ungefär 170 ljusår.